# Svartkavle
Svartkavle (Alopecurus arundinaceus) är en gräsart som beskrevs av Jean Louis Marie Poiret. Enligt Catalogue of Life ingår Svartkavle i släktet kavlen och familjen gräs, men enligt Dyntaxa är tillhörigheten istället släktet kavlen och familjen gräs. Arten är reproducerande i Sverige. Inga underarter finns listade i Catalogue of Life.

## Bildgalleri

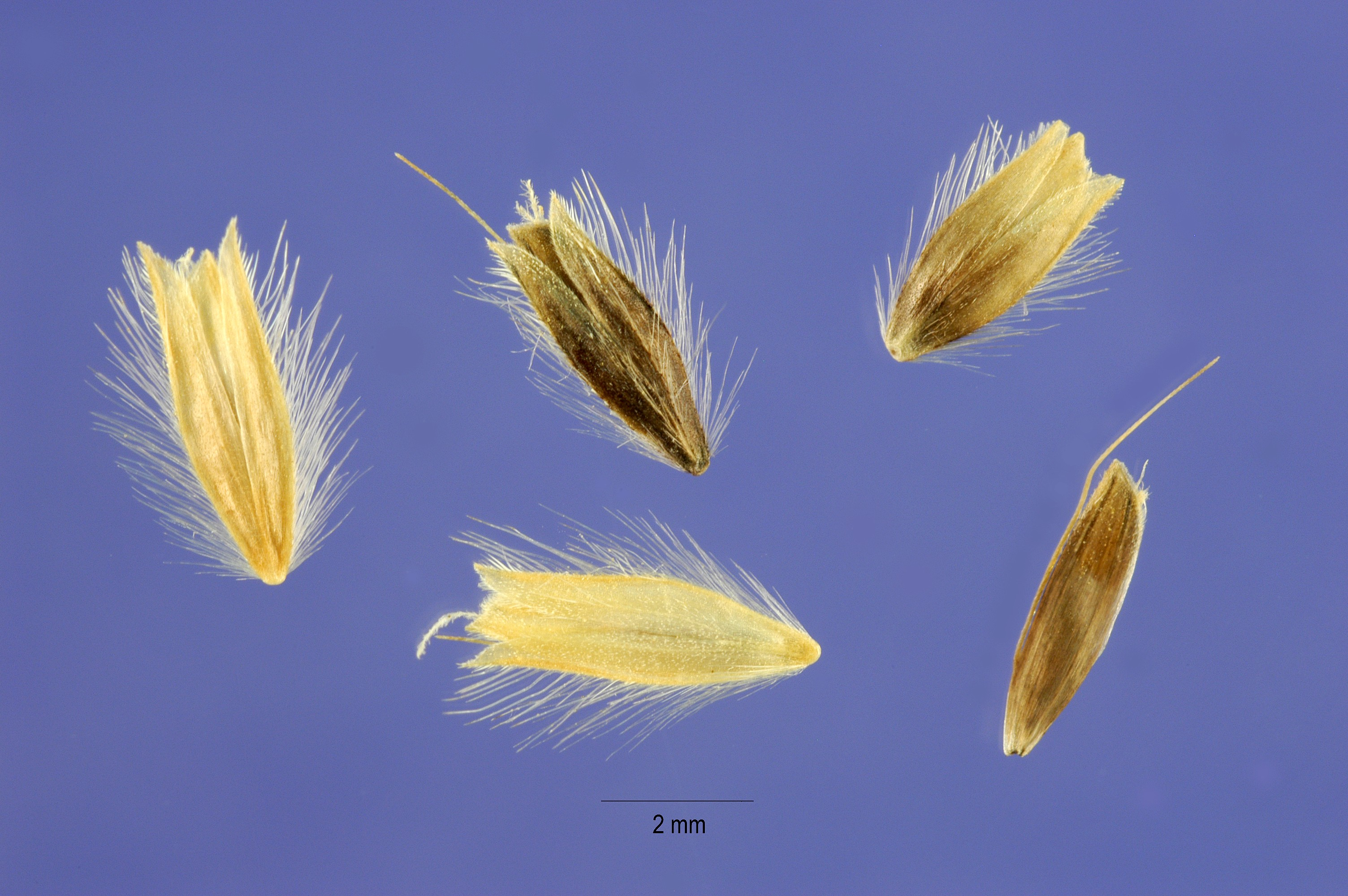
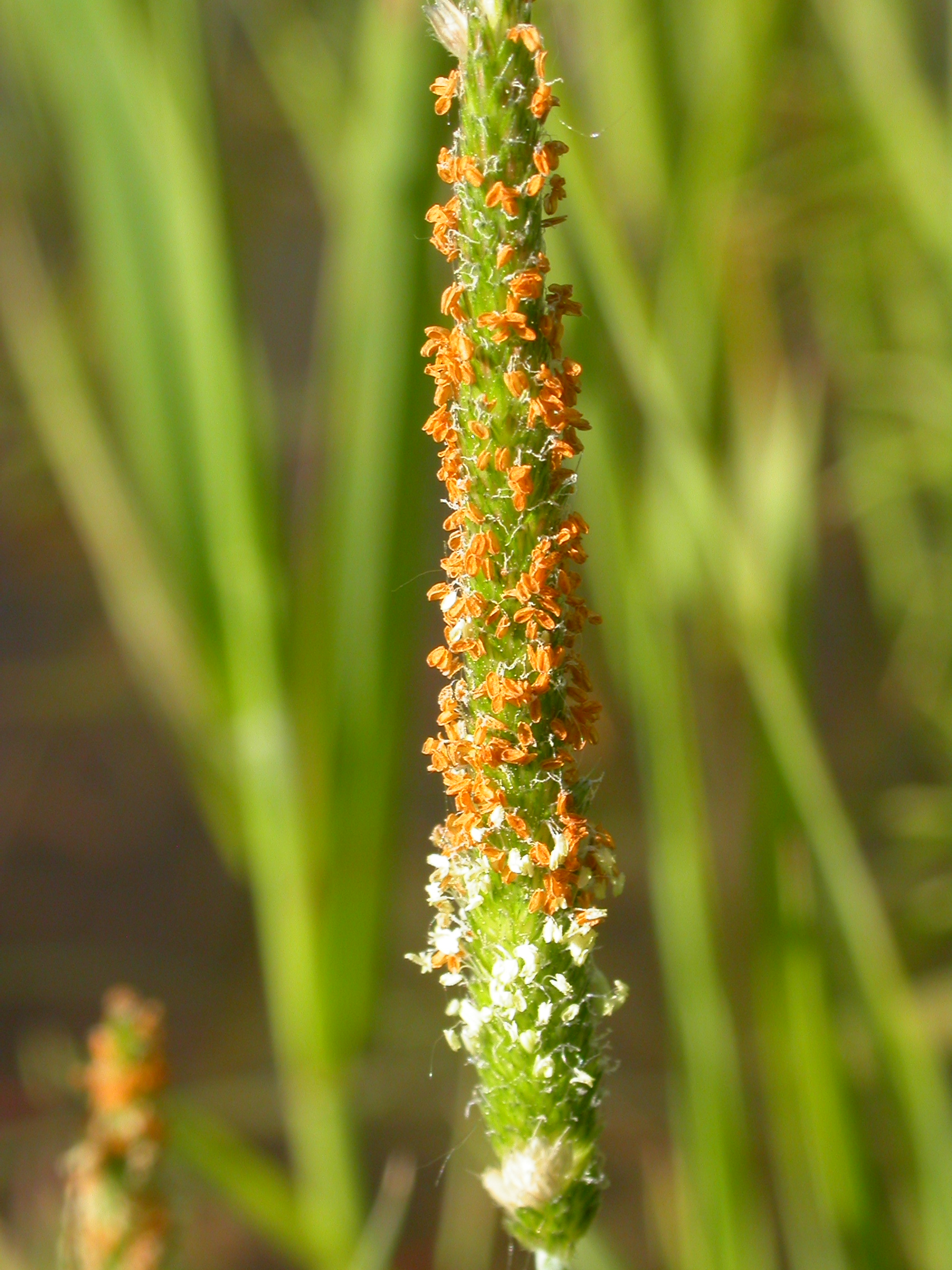
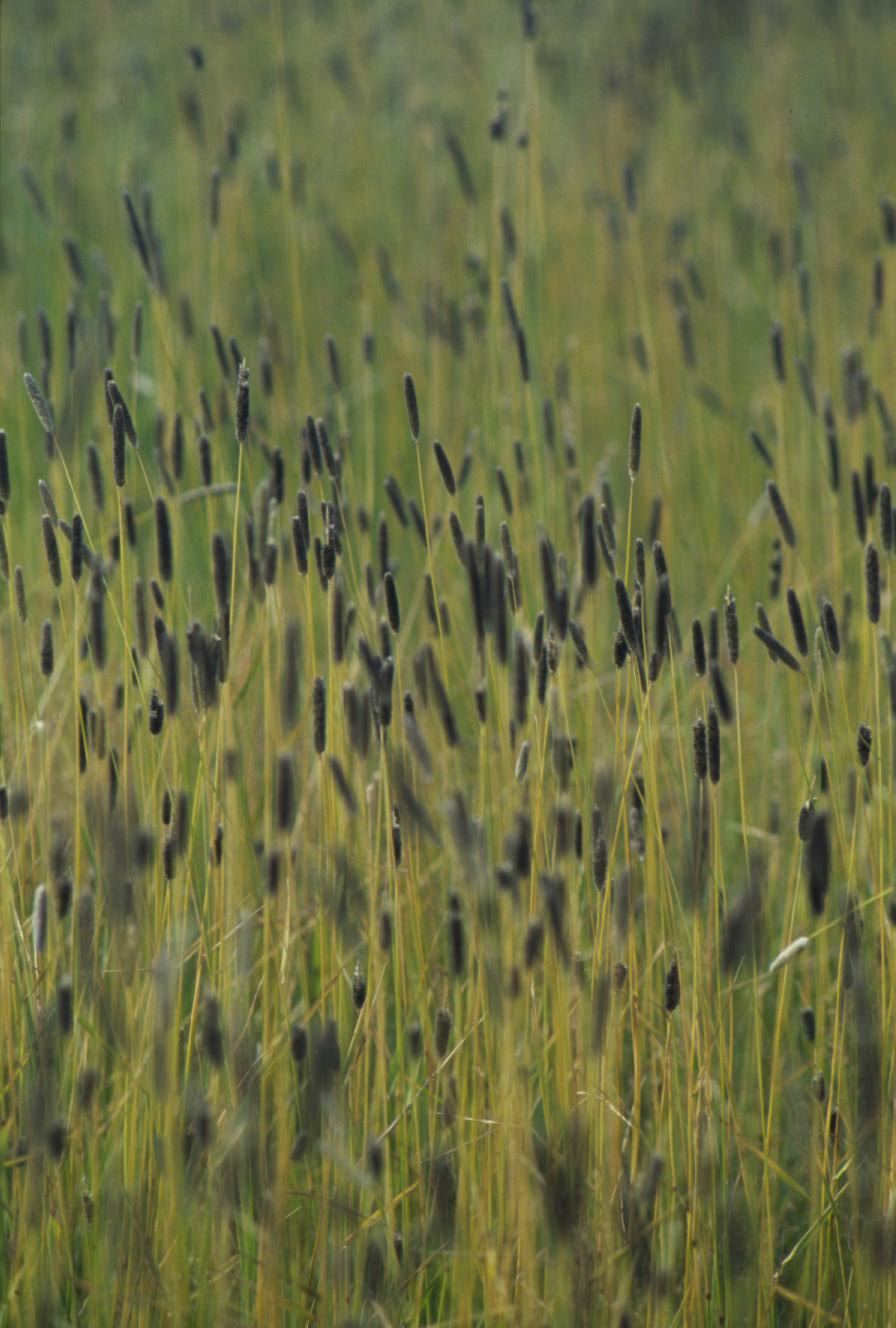
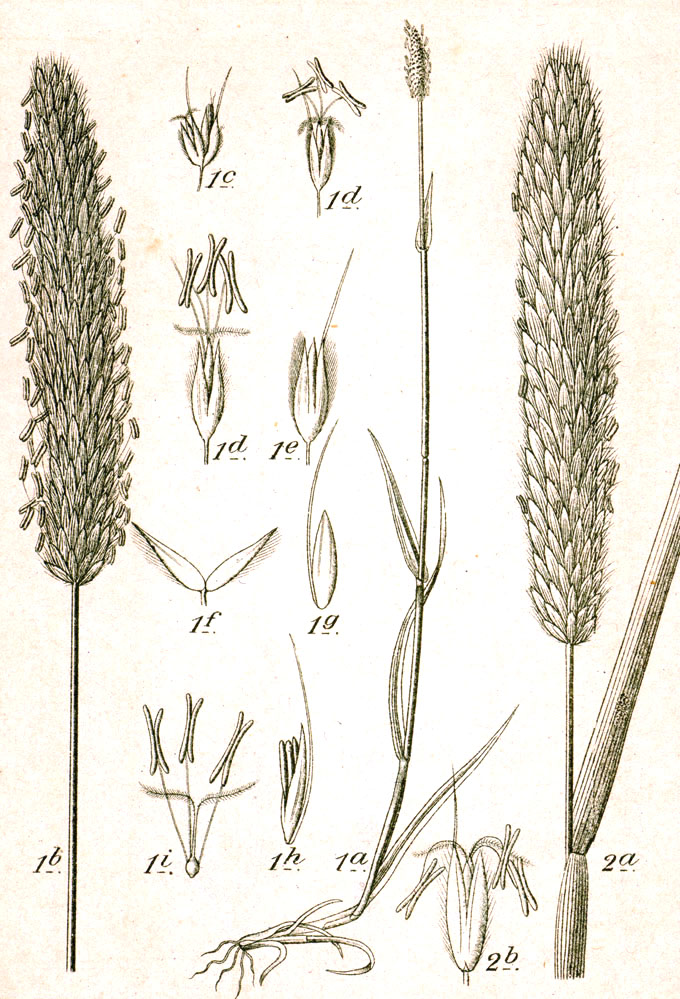
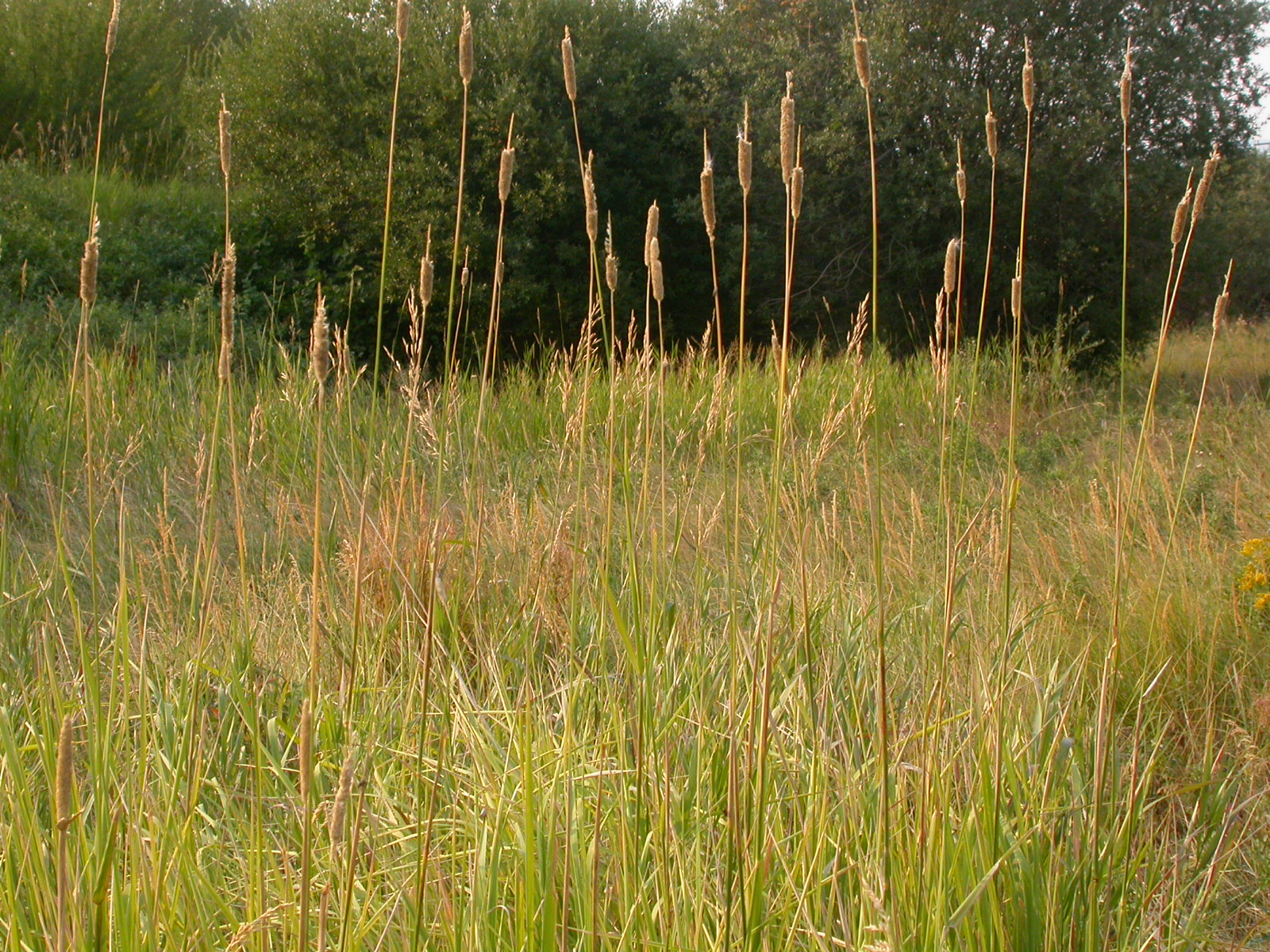